# Cornell College
Pour les articles homonymes, voir Cornell.
Le Cornell College est une université d'arts libéraux privée située à Mount Vernon (Iowa). Elle est affiliée à l'Église méthodiste unie.

## Histoire
En 1853, le méthodiste George Bryant Bowman, originaire de Caroline du Nord, fonde le séminaire de la conférence de l'Iowa (en anglais : Iowa Conference Seminary). Quatre ans plus tard, l'université est renommée en l'honneur de William Wesley Cornell, homme d'affaires méthodiste. En 1858, une femme sort diplômée de l'université, une première dans l'Iowa.
Douze ans après la fondation de l'université, une autre université Cornell est fondée dans l'État de New York par Ezra Cornell, cousin éloigné de W. W. Cornell. Pour éviter toute confusion, des dirigeants du Cornell College proposent alors de changer de nom contre une donation d'Ezra Cornell, ce que ce dernier refuse. Bien que le Cornell College soit bien plus petit, avec environ 1 000 étudiants en 2018, il est encore confondu avec l'université : des étudiants se retrouvent parfois inscrits dans l'Iowa au lieu de New York.

## Campus
Le campus du Cornell College se trouve à l'ouest de la ville de Mount Vernon, dans le 
comté de Linn en Iowa. Le campus et une partie résidentielle de Mount Vernon sont inscrits au registre national des lieux historiques. Seuls deux campus à travers le pays sont intégralement classés sur ce registre.

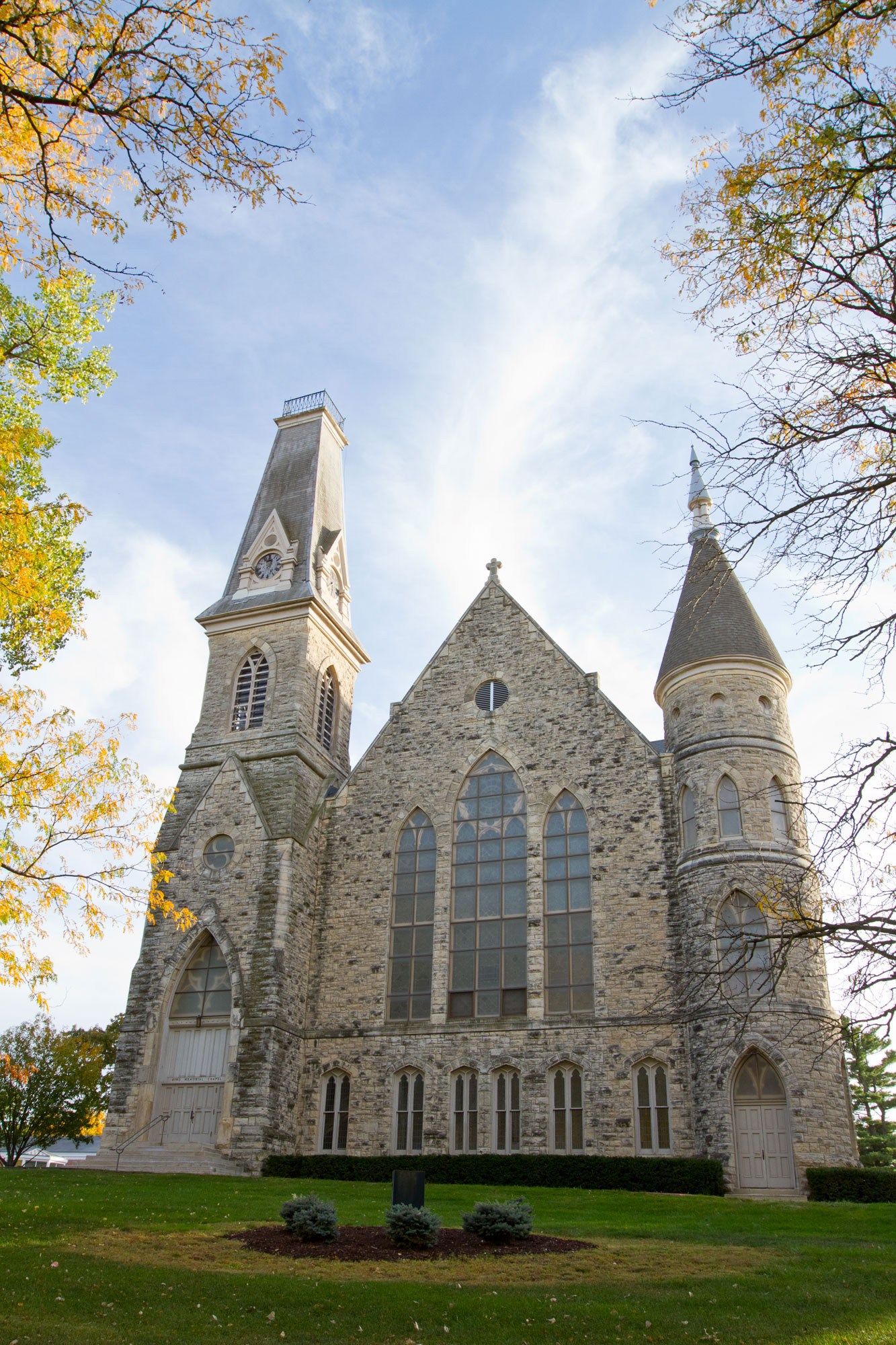
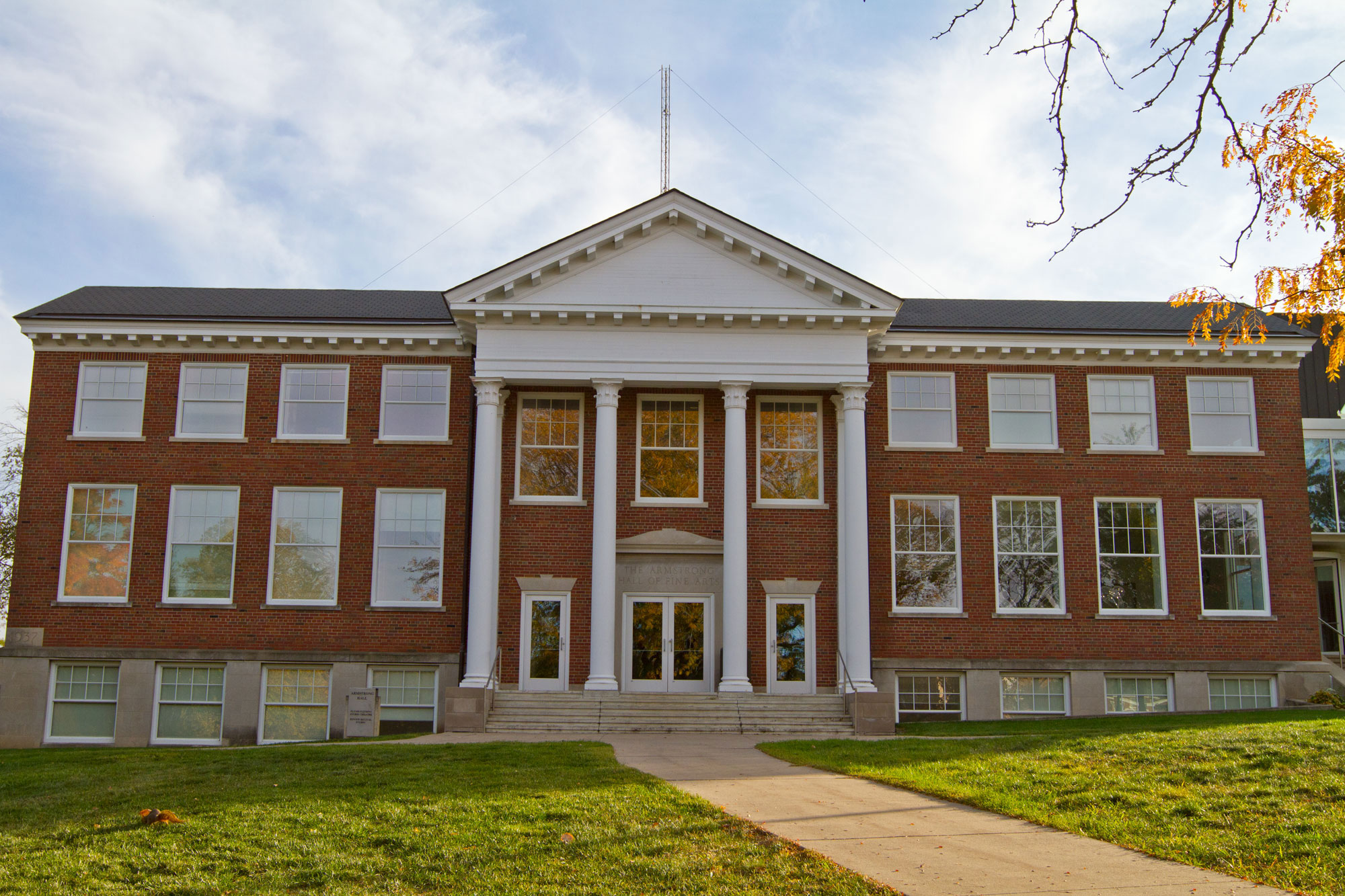
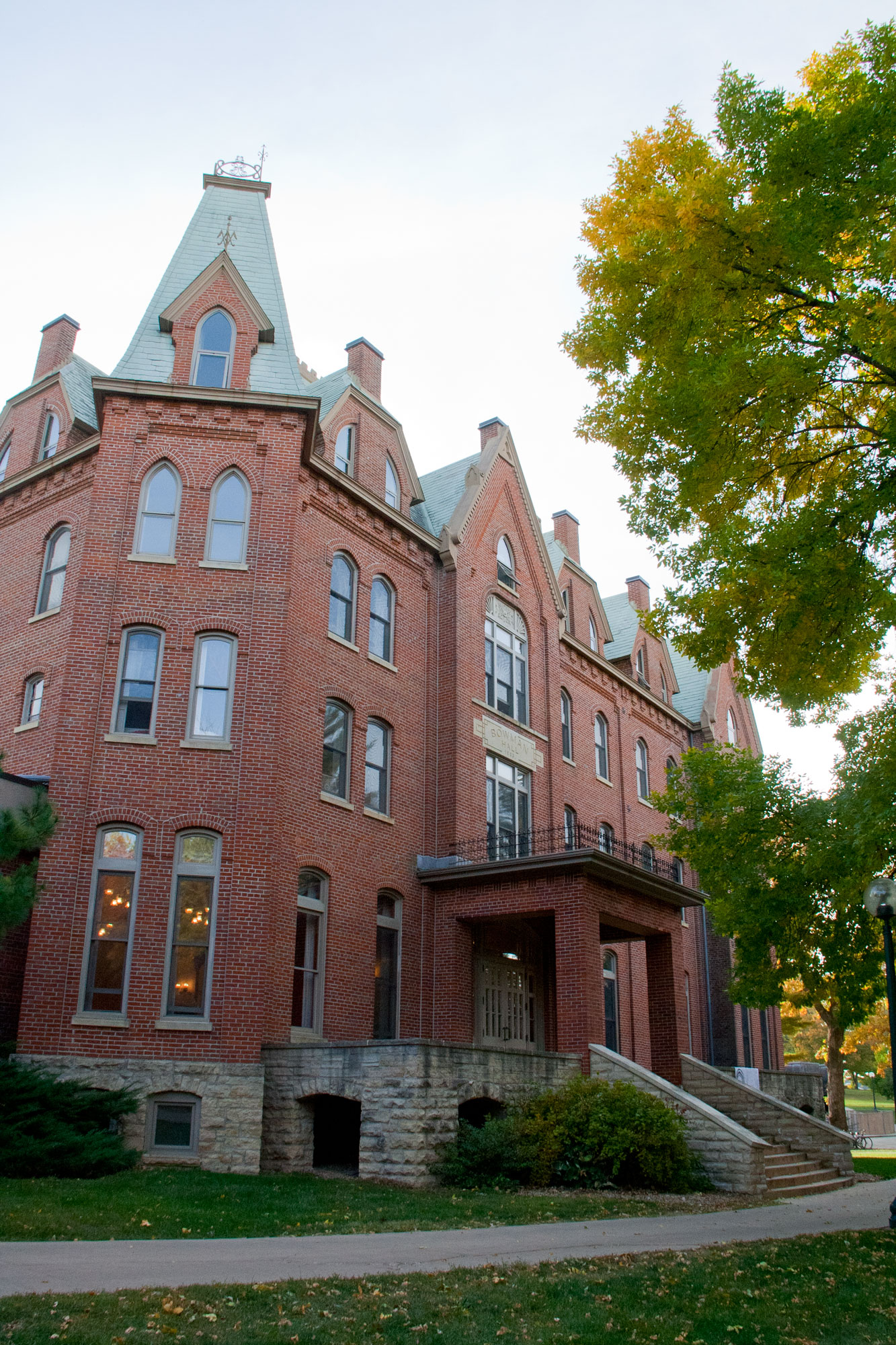